# Humbert I. (Viennois)

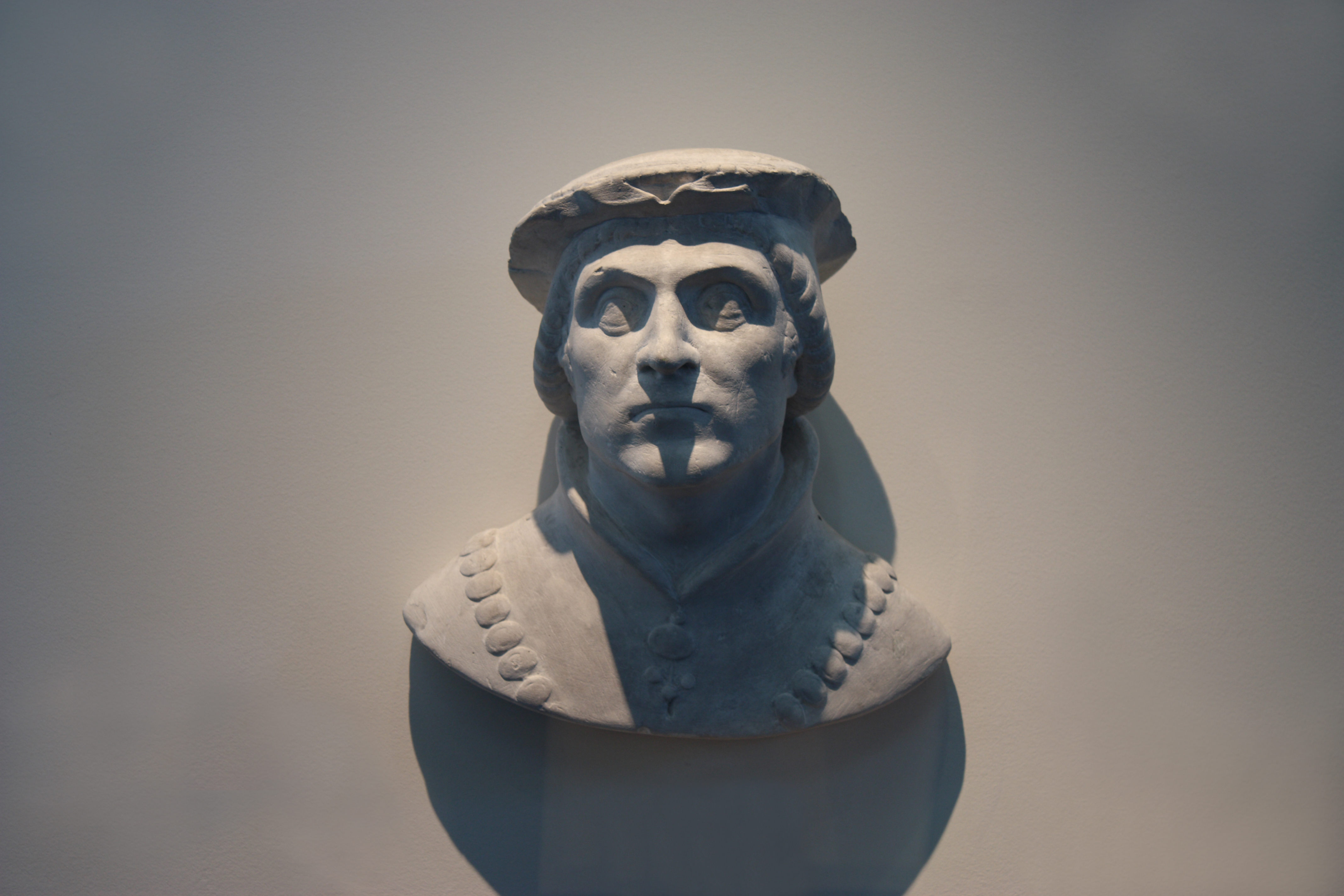
Büste im Museum in Grenoble

Humbert I. de La Tour-du-Pin (* um 1240; † 12. April 1307) war Herr von La Tour-du-Pin, bevor er durch seine Ehe Dauphin von Viennois wurde. Er war der Sohn von Albert III. de la Tour-du-Pin († 1264) und Béatrice de Coligny. Seine Mutter war die Tochter von Hugues I., Herr von Coligny-le-Neuf, und Béatrice d’Albon, Tochter der gleichnamigen Dauphine du Viennois.

## Biographie
Er schlug zunächst eine geistliche Laufbahn ein, während sein ältester Bruder Albert IV. nach dem Tod der Eltern deren Herrschaften La Tour-du-Pin und Coligny-le-Neuf erbte. Als Albert IV. aber 1269 kinderlos starb, trat Humbert dessen Nachfolge an.
Er heiratete 1273 seine Cousine 3. Grades, Anne von Burgund, Tochter des Guigues VII. († 1269), Dauphin du Viennois. Als sein Schwager Jean I. 1282 ohne Nachkommen starb, wurde Humbert aus dem Recht seiner Gattin Dauphin.
Durch das Erbe wurden die Dauphiné und die Baronie La Tour-du-Pin zusammengeführt, wodurch sich der Besitz des Dauphin zwischen Savoyen und die zu Savoyen gehörende Bresse schob. Graf Philipp I. von Savoyen wollte diese neue Situation nicht akzeptieren und überzog seinen Nachbarn noch im gleichen Jahr mit Krieg. Diese Auseinandersetzung war wie zu jener Zeit üblich eine Aufeinanderfolge von Gefechten, die unterbrochen wurden, um die Ernten zu rauben und die Bewohner zu terrorisieren. Der Krieg wurde 1286 durch einen in Paris unterzeichneten Vertrag beendet.
Im gleichen Jahr wurde der Kastellan von Bellecombe, Aimeric de Briançon, von Amadeus V., dem neuen Grafen von Savoyen, gezwungen, sich ihm zu unterwerfen, wodurch die Grenze zwischen Savoyen und der Dauphiné sich bis an die Orte La Buissière und Avalon verschoben. Humbert I. reagierte auf die Entwicklung, indem er Aimeric anbot, Bellecomte gegen Varces zu tauschen, was dieser zum Entsetzen des Grafen von Savoyen 1289 auch akzeptierte.
Amadeus reagierte auf diese Vereinbarung durch die Zerstörung von Bellecombe, der ein Feldzug durch das Grésivaudan und die Belagerung der Burg La Terrasse, das vom Kastellan Hugues d’Arces verteidigt wurde, folgte. Der Angriff auf die Burg scheiterte, Amadeus zog sich zurück, hatte aber Humbert dadurch die Zeit gegeben, eine kleine Armee aufzustellen, mit der er Amadeus im Wald von Servette zwischen Barraux und Chapareillan schlug. Dieser Krieg endete 1293 mit dem Vertrag von Saint-Jean-de-Moirans.
Vor allem wegen seiner Auseinandersetzung mit dem Grafen von Savoyen wurde Humbert später exkommuniziert, was ihn aber nicht daran hinderte, 1306 als Mönch in der Kartause von Val Sainte Marie einzutreten, wo er 1307 starb und begraben wurde.

## Nachkommen
Mit Anne von Burgund hatte Humbert neun Kinder:
- Jean II. (* 1280; † 1319), Dauphin du Viennois
- Hugues († 1329), Baron von Faucigny
- Guigues († 1319), Herr von Montauban
- Alix (* 1280; † 1309), ⚭ 1296 Jean I. (* 1275; † 1333), Graf von Forez
- Marie ⚭ Aymar de Poitiers-Valentinois (Haus Poitiers-Valentinois)
- Marguerite ⚭ 1303 Friedrich I. († 1336), Markgraf von Saluzzo (Aleramiden)
- Béatrice (* 1275; † 1347), ⚭ 1312 Hugues de Chalon (* 1288 † 1322), Herr von Arlay (Haus Chalon)
- Henri (* 1296; † 1328), Bischof von Passau und Metz
- Catherine († 1337), ⚭ 1312 Philipp von Savoyen (* 1278; † 1334), Graf von Piemont und Fürst von Achaia

Außerdem hatte Humbert von mindestens zwei uneheliche Kinder.